# België op de Olympische Zomerspelen 1988
België nam deel aan de Olympische Zomerspelen 1988 in Seoel, Zuid-Korea. Er werden slechts twee medailles gewonnen, beide brons. Vier jaar eerder waren het er nog vier, waaronder goud.

## Medailleoverzicht
| Sport       | Olympiër            | Discipline                   | Medaille |
| ----------- | ------------------- | ---------------------------- | -------- |
| Judo        | Robert Van de Walle | halfzwaargewicht (tot 95 kg) | Brons    |
| Schietsport | Frans Peeters       | trap                         | Brons    |

## Deelnemers en resultaten

### Atletiek
| Olympiër              | Discipline             | Resultaat | Prestatie |
| --------------------- | ---------------------- | --------- | --- |
| Patrick Stevens       | 100m (m)               | 32e       | serie 12: 4e in 10,51 kwartfinale 4: 6e in 10,50 |
| Patrick Stevens       | 200m (m)               | 21e       | serie 8: 3e in 20,84 kwartfinale 3: 5e in 20,94 |
| Vincent Rousseau      | 5000m (m)              | 29e       | serie 3: 4e in 13.43,38 halve finale 2: 14e in 14.03,74 |
| Alain Cuypers         | 110m horden (m)        | 12e       | serie 4: 4e in 13,89 kwartfinale 4: 4e in 13,97 halve finale 1: 7e in 13,92 |
| Alain Cuypers         | 400m horden (m)        | 13e       | serie 2: 3e in 50,42 halve finale 2: 7e in 49,75 |
| William Van Dijck     | 3000m steeplechase (m) | 5e        | serie 3: 5e in 8.36,80 halve finale 1: 1e in 8.15,63 finale: 5e in 8.13,99 |
| Dirk Vanderherten     | marathon (m)           | DNF       | niet gefinisht |
| Godfried Dejonckheere | 20km snelwandelen (m)  | 35e       | 1:27.14 |
| Godfried Dejonckheere | 50km snelwandelen (m)  | DNF       | niet gefinisht |
| Didier Falise         | hink-stap-springen (m) | 11e       | kwalificatie groep B: 6e met 16,35m finale: 11e met 16,17m |
|                       |                        |           | |
| Marleen Renders       | 10000m (v)             | 21e       | serie 1: 13e in 32.11,49 |
| Lieve Slegers         | 10000m (v)             | 33e       | serie 2: 15e in 33.51,36 |
| Sylvia Dethier        | 100m horden (v)        | DSQ       | serie 2: gediskwalificeerd |
| Magda Ilands          | marathon (v)           | 35e       | 2:38.02 |
| Agnes Pardaens        | marathon (v)           | DNF       | niet gefinisht |
| Jacqueline Hautenauve | zevenkamp (v)          | 20e       | 100m horden: 20e in 14,04 (973 punten) hoogspringen: 18e met 1,77m (941 punten) kogelstoten: 21e met 11,81m (649 punten) 200m: 22e in 25,61 (832 punten) verspringen: 20e met 5,99m (846 punten) speerwerpen: 25e met 35,68m (585 punten) 800m: 11e in 2.13,90 (908 punten) totaal: 5734 punten |

### Boogschieten
| Olympiër                                           | Discipline      | Resultaat | Prestatie                                                                                    |
| -------------------------------------------------- | --------------- | --------- | -------------------------------------------------------------------------------------------- |
| Patrick de Koning                                  | individueel (m) | 44e       | open ronde: 44e met 1225 punten                                                              |
| Francis Notenboom                                  | individueel (m) | 53e       | open ronde: 53e met 1209 punten                                                              |
| Paul Vermeiren                                     | individueel (m) | 17e       | open ronde: 22e met 1250 punten 2e ronde: 12e met 313 punten kwartfinale: 17e met 309 punten |
| Patrick de Koning Francis Notenboom Paul Vermeiren | team (m)        | 15e       | open ronde: 15e met 3684 punten                                                              |

### Gymnastiek
| Olympiër          | Discipline               | Resultaat | Prestatie |
| Ritmisch          | Ritmisch                 | Ritmisch  | Ritmisch |
| ----------------- | ------------------------ | --------- | --- |
| Laurence Brihaye  | individueel (v)          | 27e       | hoepel: 25e met 9,40 punten touw: 28e met 9,35 punten knotsen: 24e met 9,50 punten lint: 32e met 9,35 punten totaal: 37,60 punten                           |
| Turnen            |                          |           | |
| Mauricette Geller | meerkamp individueel (v) | 90e       | kwalificatie: vloer: 90e met 8,975 punten paard met bogen: 89e met 9,225 punten brug: 90e met 8,750 punten balk: 90e met 8,825 punten totaal: 35,775 punten |

### Judo
| Olympiër            | Discipline | Resultaat | Prestatie |
| ------------------- | ---------- | --------- | --------- |
| Philip Laats        | -65kg (v)  | 7e        |           |
| Johan Laats         | -78kg (v)  | 34e       |           |
| Luc Suplis          | -86kg (v)  | 33e       |           |
| Robert Van de Walle | -95kg (v)  | Brons     |           |

### Kanovaren
| Olympiër       | Discipline   | Resultaat | Prestatie                                            |
| -------------- | ------------ | --------- | ---------------------------------------------------- |
| Geert Deldaele | K-1 500m (m) | 14e       | serie 3: 2e in 1.46,71 halve finale 1: 6e in 1.47,21 |
|                |              |           |                                                      |
| Inge Coeck     | K-1 500m (v) | 11e       | serie 3: 4e in 2.01,69 halve finale 1: 4e in 2.02,74 |

### Paardensport
| Olympiër                   | Discipline     | Resultaat      | Prestatie                                                      |
| Springconcours             | Springconcours | Springconcours | Springconcours                                                 |
| -------------------------- | -------------- | -------------- | -------------------------------------------------------------- |
| Jean-Claude Van Geenberghe | individueel    | 26e            | kwalificatie: 5e met 133 punten finale: 26e met 12 strafpunten |

### Roeien
| Olympiër                                                             | Discipline      | Resultaat | Prestatie                                                                                              |
| -------------------------------------------------------------------- | --------------- | --------- | --- |
| Dirk Crois                                                           | skiff (m)       | 16e       | serie 3: 3e in 7.34,74 herkansingen: 3e in 7.19,94                                                     |
| Alain Lewuillon Wim Van Belleghem                                    | twee-zonder (m) | 4e        | serie 1: 2e in 6.36,62 herkansingen: 1e in 6.54,57 halve finale 2: 2e in 6.47,44 finale: 4e in 6.45,47 |
|                                                                      |                 |           | |
| Rita Defauw                                                          | skiff (v)       | 9e        | serie 3: 2e in 8.09,25 halve finale 1: 5e in 8.07,95 finale B: 3e in 8.04,90                           |
| Annelies Bredael Lucia Focque Ann Haesebrouck Marie-Anne Vandermoere | dubbel-vier (m) | 6e        | serie 2: 3e in 6.43,56 herkansingen: 2e in 6.37,46 finale: 6e in 6.43,79                               |

### Schermen
| Olympiër         | Discipline | Resultaat | Prestatie                                                                |
| ---------------- | ---------- | --------- | ------------------------------------------------------------------------ |
| Stefan Joos      | degen (m)  | 22e       | 1ste ronde groep 9: 3e kwartfinale 12: 2e halve finale 3: 3e finale: 22e |
| Thierry Soumagne | degen (m)  | 52e       | 1e ronde groep 12: 3e kwartfinale 8: 5e                                  |
| Thierry Soumagne | floret (m) | 22e       | 1e ronde groep 12: 3e kwartfinale 4: 5e halve finale 2: 4e finale: 22e   |

### Schietsport
| Olympiër        | Discipline           | Resultaat | Prestatie                                                                 |
| --------------- | -------------------- | --------- | ------------------------------------------------------------------------- |
| Frank Arens     | 10m luchtgeweer (m)  | 22e       | kwalificatie: 22e met 580 punten (94-96-99-97-98-96)                      |
| Jean Bogaerts   | 50m pistool (m)      | 16e       | kwalificatie: 16e met 556 punten (92-94-93-92-92-93)                      |
| Jean Bogaerts   | 10m luchtpistool (m) | 33e       | kwalificatie: 33e met 571 punten (96-96-93-94-98-94)                      |
|                 |                      |           |                                                                           |
| Karin Biva      | 10m luchtgeweer (v)  | 28e       | kwalificatie: 28e met 386 punten (96-99-95-96)                            |
| Anne Goffin     | 25m pistool (v)      | 12e       | kwalificatie: 12e met 581 punten (295-286)                                |
| Anne Goffin     | 10m luchtpistool (v) | 4e        | kwalificatie: 6e met 381 punten (96-94-97-94) finale: 4e met 480,2 punten |
|                 |                      |           |                                                                           |
| Frans Peeters   | trap                 | Brons     | kwalificatie: 4e met 147 punten finale: 3e met 195 punten                 |
| Michel Demoulin | skeet                | 40e       | kwalificatie: 40e met 141 punten                                          |

### Schoonspringen
| Olympiër    | Discipline    | Resultaat | Prestatie                        |
| ----------- | ------------- | --------- | -------------------------------- |
| Tom Lemaire | 3m plank (m)  | 14e       | voorronde: 15e met 549,09 punten |
| Tom Lemaire | 10m toren (m) | 24e       | voorronde: 24e met 433,68 punten |

### Synchroonzwemmen
| Olympiër          | Discipline | Resultaat | Prestatie                            |
| ----------------- | ---------- | --------- | ------------------------------------ |
| Patricia Serneels | solo       | 17e       | kwalificatie: 17e met 164,550 punten |

### Tafeltennis
| Olympiër          | Discipline    | Resultaat | Prestatie |
| ----------------- | ------------- | --------- | --- |
| Jean-Michel Saive | enkelspel (m) | 25e       | groep A: 4e V van CHN Jialiang: 0-3 V van HUN Klampár: 2-3 V van GBR Cooke: 0-3 W van FRA Gatien: 3-2 W van USA O'Neill: 3-0 W van BRA Issamu: 3-0 W van TUN Lofti: 3-0 |
|                   |               |           | |
| Karina Bogaerts   | enkelspel (v) | 25e       | groep F: 4e V van URS Abbate-Bulatova: 0-3 V van TCH Hrachová: 1-3 V van TPE Hsiu-Yu: 0-3 W van MAS Mee Wan: 3-0 W van IND Roy-Shah: 3-0                                |

### Wielersport
| Olympiër       | Discipline       | Resultaat | Prestatie |
| Baan           | Baan             | Baan      | Baan |
| -------------- | ---------------- | --------- | --- |
| Erik Schoefs   | sprint (m)       | 5e        | kwalificatie: 10e in 11,032 1e ronde serie 7: 1e in 11,34 2e ronde serie 1: 1e in 11,27 kwartfinale 2: V van GBR Alexander: 1-2 |
| Weg            |                  |           | |
| Johnny Dauwe   | wegwedstrijd (m) | 19e       | 4:32.56 |
| Frank Francken | wegwedstrijd (m) | 88e       | 4:32.56 |
| Jan Mattheus   | wegwedstrijd (m) | 11e       | 4:32.46 |
|                |                  |           | |
| Agnes Dusart   | wegwedstrijd (v) | 36e       | 2:00.52 |
| Kristel Werckx | wegwedstrijd (v) | 23e       | 2:00.52 |

### Worstelen
| Olympiër       | Discipline  | Resultaat   | Prestatie                                                                       |
| Vrije stijl    | Vrije stijl | Vrije stijl | Vrije stijl                                                                     |
| -------------- | ----------- | ----------- | ------------------------------------------------------------------------------- |
| Hubert Bindels | -90kg (m)   | 11e         | groep B: W van BRA Leitao W van GUM Tucker V van MGL Düvchin V van BUL Alabakov |

### Zwemmen
| Olympiër            | Discipline           | Resultaat | Prestatie                                                |
| ------------------- | -------------------- | --------- | -------------------------------------------------------- |
| Jean-Marie Arnould  | 100m vrije slag (m)  | 34e       | serie 6: 3e in 52,26                                     |
| Jean-Marie Arnould  | 200m vrije slag (m)  | 33e       | serie 5: 7e in 1.53,73                                   |
| Jean-Marie Arnould  | 400m vrije slag (m)  | 33e       | serie 7: 8e in 3.59,91                                   |
| Sidney Appelboom    | 100m schoolslag (m)  | 33e       | serie 3: 2e in 1.05,21                                   |
| Luc van de Vondel   | 100m schoolslag (m)  | 45e       | serie 3: 5e in 1.06,24                                   |
| Sidney Appelboom    | 200m schoolslag (m)  | 11e       | serie 4: 1e in 2.18,02 finale B: 3e in 2.18,08           |
| Luc van de Vondel   | 200m schoolslag (m)  | 45e       | serie 4: 5e in 2.21,50                                   |
| Jean-Marie Arnould  | 200m vlinderslag (m) | 25e       | serie 3: 3e in 2.03,76                                   |
| Sidney Appelboom    | 200m wisselslag (m)  | 11e       | serie 4: 4e in 2.10,55                                   |
|                     |                      |           |                                                          |
| Isabelle Arnould    | 200m vrije slag (v)  | 18e       | serie 6: 5e in 2.03,32                                   |
| Isabelle Arnould    | 400m vrije slag (v)  | 6e        | serie 4: 3e in 4.11,71 finale: 6e in 4.11,73             |
| Christelle Janssens | 400m vrije slag (v)  | 25e       | serie 2: 6e in 4.19,95                                   |
| Isabelle Arnould    | 800m vrije slag (v)  | 6e        | serie 4: 3e in 8.34,56 finale: 7e in 8.37,47             |
| Christelle Janssens | 800m vrije slag (v)  | 20e       | serie 3: 6e in 8.51,22                                   |
| Brigitte Becue      | 100m schoolslag (v)  | 21e       | serie 3: 2e in 1.12,90                                   |
| Ingrid Lempereur    | 100m schoolslag (v)  | 11e       | serie 6: 3e in 1.11,00 (NR) finale B: 3e in 1.10,86 (NR) |
| Brigitte Becue      | 200m schoolslag (v)  | 16e       | serie 6: 5e in 2.33,13 finale B: 8e in 2.34,10           |
| Ingrid Lempereur    | 200m schoolslag (v)  | 21e       | serie 4: 2e in 2.30,07 finale: 6e in 2.29,42 (NR)        |
| Isabelle Arnould    | 200m vlinderslag (v) | 24e       | serie 1: 3e in 2.20,74                                   |

Afghanistan · Algerije · Amerikaanse Maagdeneilanden · Amerikaans-Samoa · Andorra · Angola · Antigua en Barbuda · Argentinië · Aruba · Australië · Bahama’s · Bahrein · Bangladesh · Barbados · België · Belize · Benin · Bermuda · Bhutan · Birma · Bolivia · Bondsrepubliek Duitsland · Botswana · Brazilië · Britse Maagdeneilanden · Brunei · Bulgarije · Burkina Faso · Canada · Centraal-Afrikaanse Republiek · Chili · China · Chinees Taipei · Colombia · Congo-Brazzaville · Cookeilanden · Costa Rica · Cyprus · Denemarken · Djibouti · Dominicaanse Republiek · Duitse Democratische Republiek · Ecuador · Egypte · El Salvador · Equatoriaal-Guinea · Fiji · Filipijnen · Finland · Frankrijk · Gabon · Gambia · Ghana · Grenada · Griekenland · Groot-Brittannië · Guam · Guatemala · Guinee · Guyana · Haïti · Honduras · Hongarije · Hongkong · Ierland · IJsland · India · Indonesië · Irak · Iran · Israël · Italië · Ivoorkust · Jamaica · Japan · Joegoslavië · Jordanië · Kaaimaneilanden · Kameroen · Kenia · Koeweit · Laos · Lesotho · Libanon · Liberia · Libië · Liechtenstein · Luxemburg · Malawi · Malediven · Maleisië · Mali · Malta · Marokko · Mauritanië · Mauritius · Mexico · Monaco · Mongolië · Mozambique · Nederland · Nederlandse Antillen · Nepal · Nieuw-Zeeland · Niger · Nigeria · Noord-Jemen · Noorwegen · Oeganda · Oman · Oostenrijk · Pakistan · Panama · Papoea-Nieuw-Guinea · Paraguay · Peru · Polen · Portugal · Puerto Rico · Qatar · Roemenië · Rwanda · Saint Vincent en de Grenadines · Salomonseilanden · Samoa · San Marino · Saoedi-Arabië · Senegal · Sierra Leone · Singapore · Soedan · Somalië · Sovjet-Unie · Spanje · Sri Lanka · Suriname · Swaziland · Syrië · Tanzania · Thailand · Togo · Tonga · Trinidad en Tobago · Tsjaad · Tsjecho-Slowakije · Tunesië · Turkije · Uruguay · Vanuatu · Venezuela · Verenigde Arabische Emiraten · Verenigde Staten · Vietnam · Zaïre · Zambia · Zimbabwe · Zuid-Jemen · Zuid-Korea · Zweden · Zwitserland